# Пастушок східний
Пастушок східний (Rallus indicus) — вид журавлеподібних птахів родини пастушкових (Rallidae). Поширений в Східній Азії.

## Поширення
Птах гніздиться на півночі Монголії, у Східному Сибіру, на північному сході Китаю, у Кореї та північній частині Японії, а зимує в південних регіонах Японії, східному Китаї та північному Борнео. Деякі екземпляри, хоча й у невеликій кількості, досягають північних регіонів Бангладеш, М'янми, Лаосу і північних і центральних регіонів Таїланду, але загалом ніколи не досягають південніших частин Південно-Східної Азії. У минулому мігруючі екземпляри також були присутні на Шрі-Ланці, але зараз вид на Індійському субконтиненті зустрічається лише в північних районах. Опинившись в Індії, пастушки настільки виснажені міграцією, що їх легко можна зловити руками. Птахи, які гніздяться на японському острові Хоккайдо, майже всі мігрують на південь, головним чином до Кореї, але деякі проводять зиму в прибережних болотах Хонсю.

## Спосіб життя
Всеїдний вид. Живиться переважно тваринами, такими як черви, п'явки, молюски, креветки, раки, павуки, наземні та водні комахи та їхні личинки, земноводні, риби, птахи та ссавці. Однак він також споживає рослинні частини, такі як пагони, коріння, насіння, ягоди та фрукти.
Птах будує чашеподібне гніздо, сплетене з трави та розміщене біля основи купини очерету, тростини або трави.